# Monumento a la Liberación Pacífica del Tíbet
El Monumento a la Liberación Pacífica del Tíbet (en chino: 西藏和平解放纪念碑) se encuentra en la parte sur de la plaza de Potala en Lhasa, a las afueras de la zona de protección declarada patrimonio de la humanidad. Celebra lo que la República Popular de China llama la "Liberación Pacífica del Tíbet" (la anexión del Tíbet) realizada por el Ejército Popular de Liberación.
La estructura de hormigón de 1,7 millones de dólares estadounidenses y de 37 metros de altura fue diseñado como una torre por el profesor Qikang de la Universidad del Sureste de China. Forma un monte Quomolangma abstracto (también conocido como el Monte Everest ). El monumento lleva su propio nombre grabado en la caligrafía del exsecretario general y presidente Jiang Zemin , mientras que una inscripción se refiere a la expulsión de las fuerzas " imperialistas " de Tíbet en 1951 (una referencia a la de larga actividad Anglo-estadounidense y rusa en la región) y los informes sobre el desarrollo socio- económico logrado desde entonces.
La primera piedra fue colocada el 18 de julio de 2001 por Hu Jintao, el vicepresidente del país en ese momento. El monumento fue inaugurado el 22 de mayo de 2002.